# Alla mia cara mamma nel giorno del suo compleanno
Alla mia cara mamma nel giorno del suo compleanno és una pel·lícula italiana del 1974 dirigida per Luciano Salce amb Paolo Villaggio en la seva primera col·laboració.

## Argument
La pel·lícula narra les vicissituds i els problemes tardans de Fernando, de trenta-dos anys, conegut com "Didino", que viu a la gran finca familiar amb la seva mare vídua, la comtessa Mafalda, així com Anchise i Driade, el seu germà i la seva germana, ancians i des de sempre al servei de la família.
La mare té una relació excessivament possessiva amb el seu fill, provocant en "Didino" un fort complex edípic i, sobretot, una gran dificultat per establir relacions normals amb el sexe oposat. La seva situació es veu agreujada per les sentències del seu oncle Alberto, que insta el seu nebot a seguir la seva veritable naturalesa, fermament convençut que és homosexual.
La mort accidental de l'anciana mestressa Driade determina l'entrada a la finca de la nova criada Angela, una jove claudicant, de qui "Didino" s'enamora. Entre tots dos es desenvolupa una relació, però es veu obstaculitzada per la mare que no accepta donar el seu fill a una altra dona. Una nit, la Didino i l'Àngela fan l'amor davant de la seva mare, que es posa malalta. Quan Fernando finalment decideix marxar de casa per viure amb la seva estimada, la seva mare fa veure que aprova la seva voluntat i mentre l'ajuda en el seu últim bany abans de marxar, l'ofega en mil bombolles de sabó.

## Repartiment
- Paolo Villaggio: comte Fernando dit "Didino"
- Lila Kedrova: comtessa Mafalda
- Eleonora Giorgi: Angela
- Orchidea De Santis: Jolanda
- Jimmy il Fenomeno: Salvatore
- Renato Chiantoni: Anchise
- Antonino Faà di Bruno: oncle Alberto
- Vera Drudi: Driade
- Guido Cerniglia: Cesarino

## Galeria

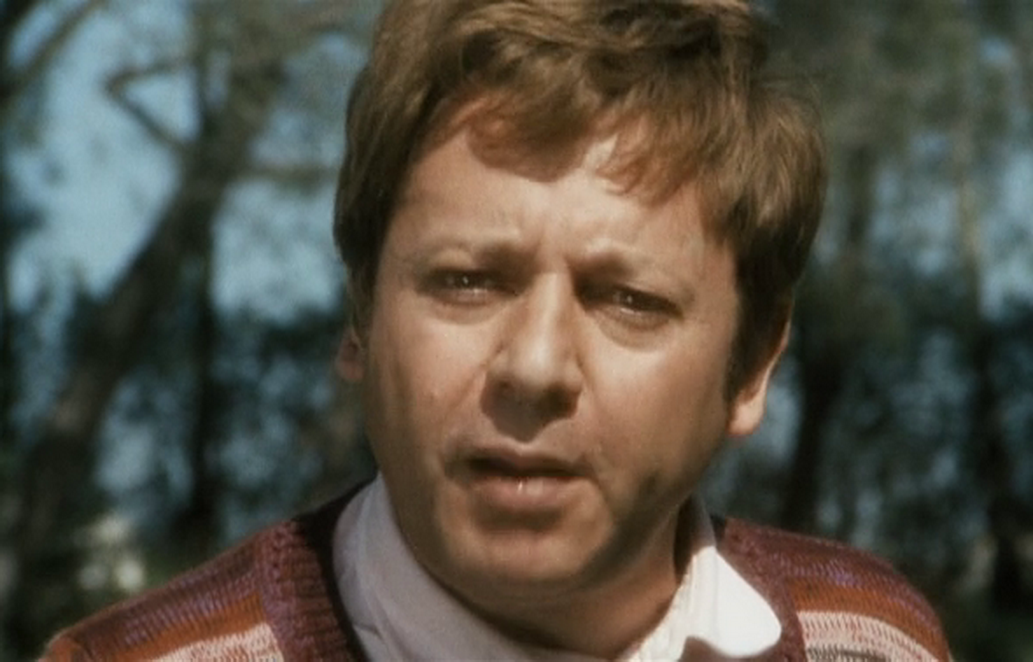
Paolo Villaggio (Didino)
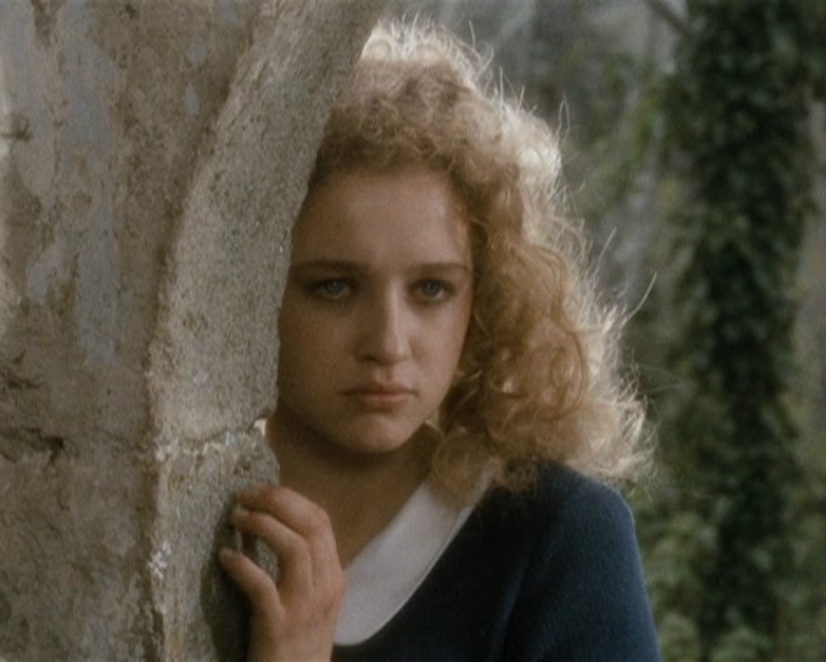
Eleonora Giorgi (Angela)
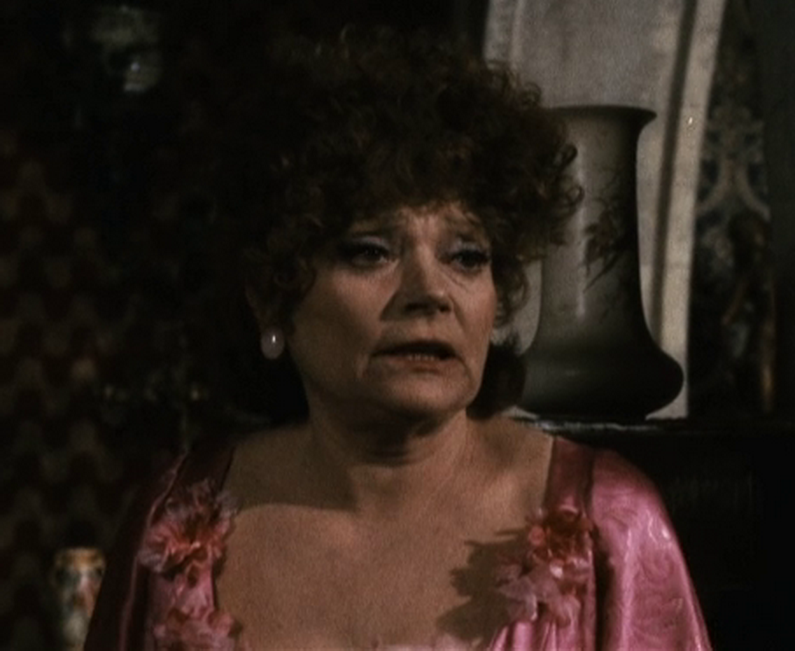
Lila Kedrova (Comtessa)
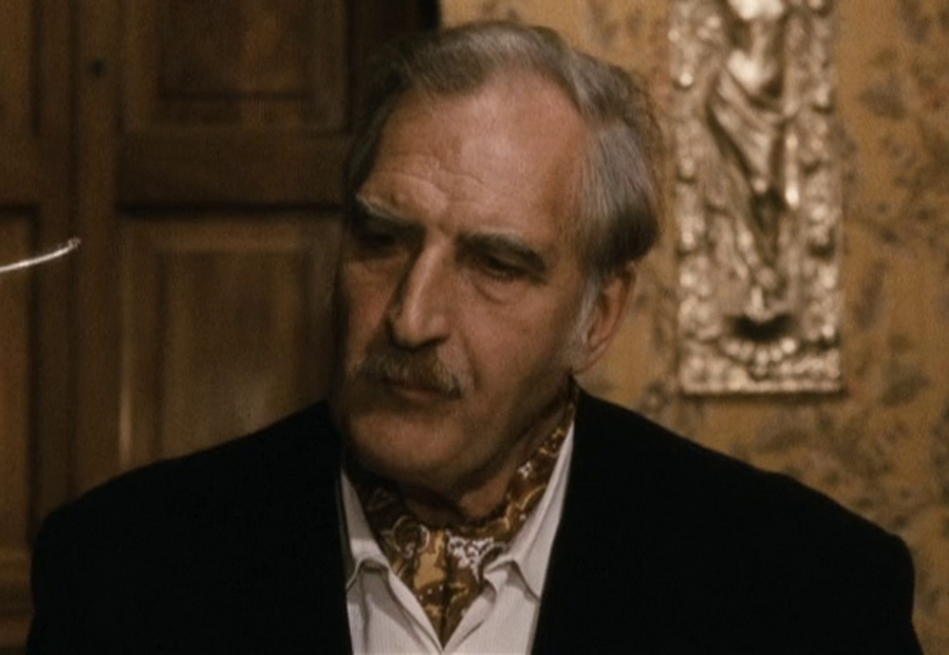
Antonino Faà (oncle Alberto)
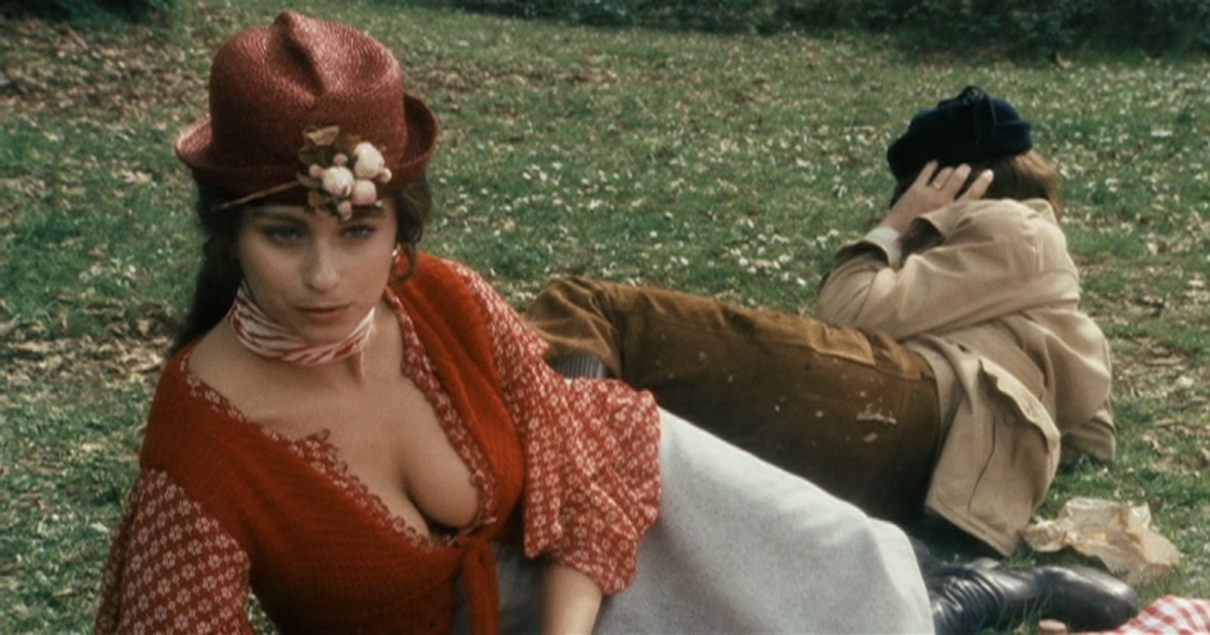
Orchidea De Santis (Jolanda)